# Alfredo Cospito
Alfredo Cospito (nacido en 1967) es un anárquico italiano. Fue sentenciado a 10 años por darle un disparo en la rodilla al jefe de la compañía de energía nuclear italiana Ansaldo Nucleare en 2012, y posteriormente a cadena perpetua sin libertad condicional por bombardear un cuartel de Carabinieri. En 2022, Cospito fue internado en el régimen penitenciario 41-bis, que implica aislamiento durante 22 horas todos los días. En protesta, inició una huelga de hambre en octubre de 2022 que aún continua. Ha habido manifestaciones y ataques en su apoyo. En febrero, el Tribunal Supremo de Casación rechazó el recurso de apelación del abogado de Cospito contra su internamiento en el régimen 41-bis.

## Primeros años de vida
Cospito nació en Pescara en 1967. Se negó a continuar el servicio militar después de haber sido reclutado a los veinte años. Por ello fue condenado por deserción, y luego indultado por Francesco Cossiga, presidente de Italia, después de estar en huelga de hambre durante un mes. A principios de la década de 1990, participó en acciones de okupación en Bolonia, Pescara y el lago Maggiore, siendo arrestado por intentar hacer un centro social autogestionado en una fábrica abandonada en Pescara. Se mudó a Turín y conoció a su esposa; juntos tuvieron una tienda de tatuajes. Él es anarquista .

## Disparo en la rodilla de Adinolfi
El 7 de mayo de 2012, Cospito y su cómplice, Nicola Gai, se dirigieron en moto a la casa de Roberto Adinolfi, ejecutivo de la empresa nuclear italiana Ansaldo Nucleare . La pareja le disparó a Adinolfi en la pierna tres veces, fracturándole la rodilla, lo que se conoce como gamb (Italian: Federazione Anarchica Informale, FAI), tomando su nombre en solidaridad con Olga Ikondomidou,  miembro encarcelado de laConspiración de Núcleos de Fuego, organización que ya había llevado a cabo otros ataques . El tiroteo y las continuas amenazas contra la agencia estatal italiana de recaudación de impuestos, Equitalia, llevaron a la entonces ministra del Interior italiana, Annamaria Cancellieri, a asignar 18.000 policías a la seguridad después del ataque.
En la madrugada del 14 de septiembre de 2012, Cospito fue detenido junto con Gai en Turín. La pareja fue vinculada al crimen a través de imágenes de vigilancia, escuchas telefónicas y análisis del comunicado y fueron declarados culpables y condenados a diez años y ocho meses. Nicola Gai fue puesto en libertad en 2020.

## Bombardeo del cuartel de Carabinieri

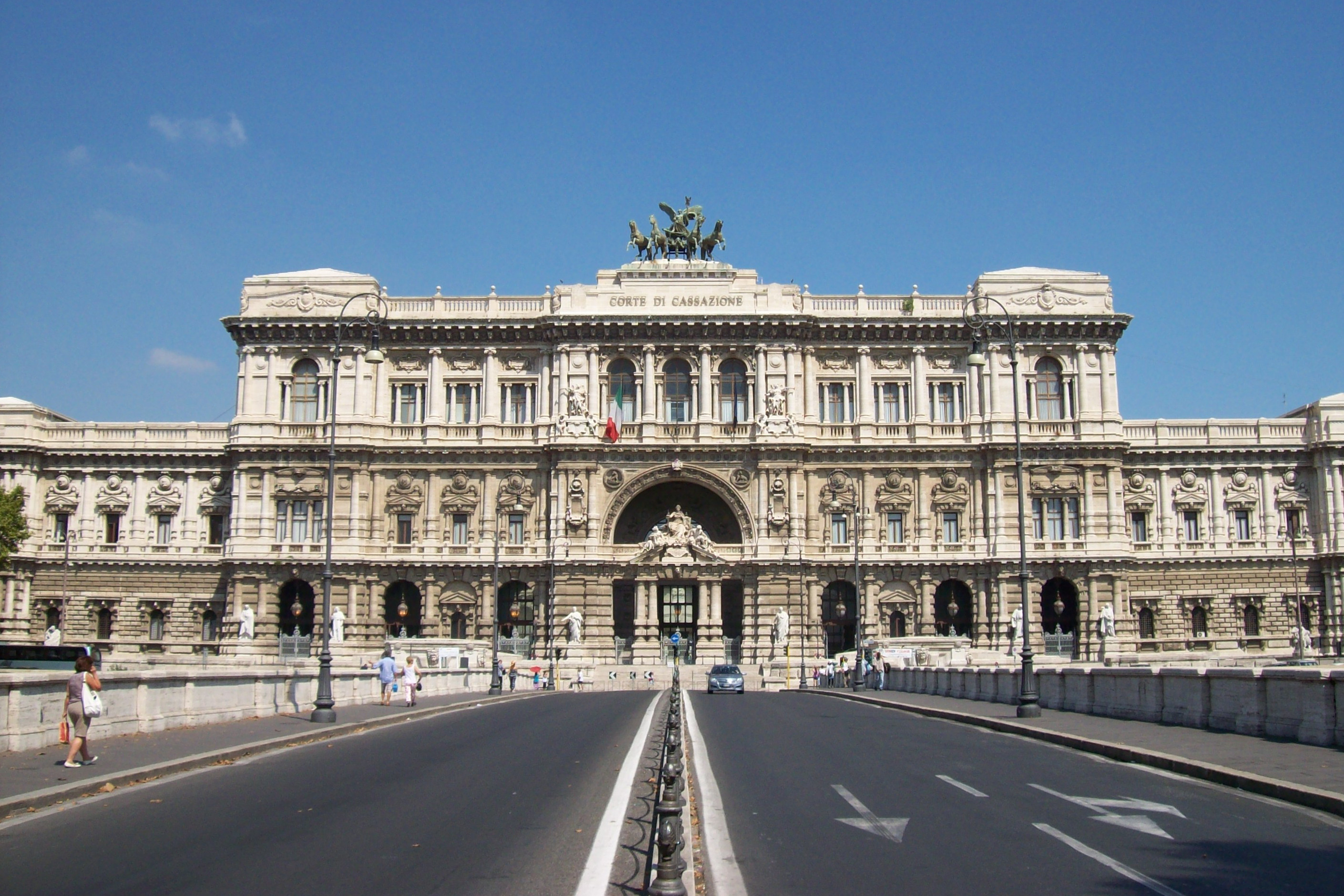
El Tribunal Supremo de Casación en Roma

Mientras cumplía su condena, Cospito recibió una condena adicional de 20 años por el atentado con bomba en 2006 contra un cuartel de cadetes de Carabinieri cerca de Turín. Su compañera Anna Beniamino también fue condenada, recibiendo una pena de 16 años y medio. El bombardeo fue planeado como una trampa explosiva, con dos artefactos explosivos: uno menor para atraer a los cadetes y otro con un potencial mucho mayor (500 gramos de pólvora negra, junto con pernos, tornillos y piedras ) programado para explotar 15 minutos después y matarlos. El tribunal determinó que solo por casualidad las dos explosiones no provocaron víctimas.
El Tribunal Supremo de Casación cambió la sentencia a "masacre política", elevándola de 20 años de prisión a cadena perpetua sin libertad condicional porque, aunque nadie muriese en el ataque, la bomba podría haber causado daños en las personas. La FAI declaró que se trataba de un atentado contra "la infame República Italiana y el igualmente infame aniversario de los Carabinieri. Acudimos a la escuela de carabineros de Fossano para hacerles comprender la admiración que desde pequeños nos provoca a nosotros, los explotados, su criminal carrera militar.”

## 41-bis y huelga de hambre

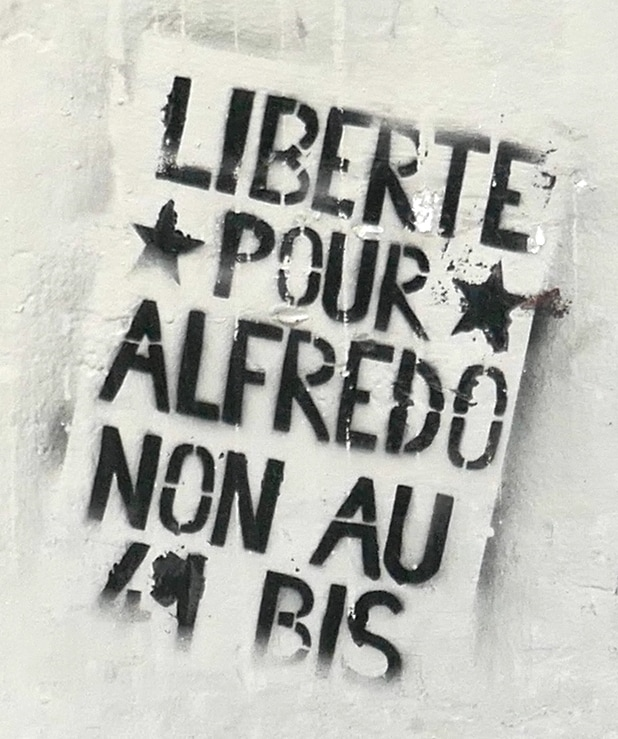
Grafitos en Biena (Suiza), marzo 2023.

Cospito fue trasladado al régimen penitenciario restrictivo 41-bis en la prisión de Bancali en Sassari por orden de la entonces ministra de Justicia Marta Cartabia en mayo de 2022. Este régimen se creó para impedir que los jefes mafiosos se comunicaran con sus organizaciones externas y luego se amplió para incluir "asociaciones mafiosas, criminales, terroristas o subversivas". El régimen de aislamiento 41-bis supone el confinamiento solitario durante 22 horas cada día, con visitas restringidas a una hora por mes. El acceso a los programas de rehabilitación está severamente limitado, tanto como sea necesario, para evitar la comunicación con la organización criminal a la que pertenece el interno. Cospito comentó "Además de la cadena perpetua, dado que desde la cárcel seguía escribiendo y colaborando con la prensa anarquista, se decidió callarme la boca para siempre con el 41-bis".
El 20 de octubre de 2022, Cospito inició una huelga de hambre contra las condiciones del régimen 41-bis, perdiendo casi 50 kg para el 9 de febrero. Más de 200 abogados penalistas y juristas firmaron una petición condenando el trato judicial a Cospito. En protesta, los grupos anarquistas realizaron manifestaciones en Bolonia, Turín y Roma. Un grupo anarquista griego llamado Revenge Cell Carlo Giuliani bombardeó el automóvil de un diplomático. También ha habido ataques a oficinas diplomáticas italianas en Argentina, Bolivia, Alemania, Grecia, Portugal, España y Suiza. En respuesta, el canciller italiano, Antonio Tajani, afirmó que una red anarquista internacional estaba llevando a cabo un "ataque contra Italia, contra las instituciones italianas", mientras que el ministro del Interior, Matteo Piantedosi, reiteró la necesidad del régimen 41-bis. Los anarquistas encarcelados Anna Beniamino, Juan Sorroche e Ivan Alocco también iniciaron huelgas de hambre en solidaridad con Alfredo. Beniamino, encarcelada en la prisión de Rebibbia en Roma, detuvo la huelga de hambre después de 37 días, y dijo que "He alcanzado mi objetivo, hacer que la gente hable sobre la condición de Alfredo Cospito", dijo, y continuó, "No debemos bajar la guardia ante las condiciones de detención. La nuestra es una batalla de todos".
Se produjo un escándalo político cuando Giovanni Donzelli, coordinador del partido gobernante Hermanos de Italia, anunció en la Cámara de Diputados que Cospito estaba siendo manipulado por miembros de la mafia encarcelados y criticó a miembros del Partido Demócrata por reunirse con él. Donzelli había filtrado ilegalmente un video de Cospito en prisión por parte de Andrea Delmastro Delle Vedove it quien es el secretario de estado del Ministro de Justicia. El Partido Demócrata pidió la dimisión de ambos hombres y Giorgia Meloni ( primera ministra y líder de los Hermanos de Italia) pidió calma. El tribunal de vigilancia de Roma rechazó el recurso de Cospito contra sus condiciones de prisión y Amnistía Internacional hizo un alegato en favor de los derechos humanos de Cospito. La Corte Suprema de Casación fijó una fecha para escuchar su apelación contra el régimen 41-bis el 20 de abril de 2023, y luego la adelantó al 24 de febrero ya que el médico y el abogado de Cospito argumentaron que para entonces estaría muerto. A finales de enero, Cospito fue trasladado de Cerdeña a la prisión Opera it en Milán debido al deterioro de su salud. En febrero, el ministro de Justicia, Carlo Nordio, rechazó la apelación del abogado de Cospito. El Tribunal de Casación rechazó entonces el recurso de Cospito contra la imposición del 41-bis. El Comité Nacional de Bioética dijo que continuaría considerando si Cospito podría rechazar ser tratado médicamente. Después de que su apelación fuese rechazada, Cospito fue devuelto desde el hospital San Paolo hacia la UCI de la prisión de Opera, donde declaró su intención de dejar de tomar suplementos dietéticos . Durante un anuncio de los abogados de Cospito de que planeaban apelar ante el Tribunal Europeo de Derechos Humanos, publicaron una carta de Cospito en la que proclamaba su disposición a morir para "que el mundo sepa lo que realmente es el 41 bis", declarando en la carta que “Estoy convencido de que mi muerte será un obstáculo para este régimen y que los 750 que lo han estado padeciendo desde hace décadas podrán vivir una vida que valga la pena, independientemente de lo que hayan hecho. Amo la vida, soy un hombre feliz, no cambiaría mi vida por la vida de nadie. Y es porque la amo que no puedo aceptar esta no-vida sin esperanza.”